# DIY (wrestling)
DIY (stylizowane na #DIY) – Nieistniejący już tag team w wrestlingu, składający się z Johnny’ego Gargano i Tommaso Ciampy. Występowali w federacji WWE w rozwojowym brandzie NXT. Są byłymi posiadaczami NXT Tag Team Championship.

## Historia
2 września 2015 ogłoszono, że Johnny Gargano i Tommaso Ciampa połączą siły i razem wezmą udział w turnieju Dusty Rhodes Tag Team Classic. Tydzień później Gargano i Ciampa pokonali Tylera Breeze'a i Bulla Dempseya w pierwszej rundzie turnieju. 16 września przegrali starcie ćwierćfinałowe z Baronem Corbinem i Rhyno. Następnym występem Gargano i Ciampy była przegrana walka z Chadem Gablem i Jasonem Jordanem, 28 października 2015. Niezakontraktowany Ciampa wrócił na scenę niezależną, zaś Gargano skupił się na walkach solowych.
2 kwietnia ogłoszono, że Ciampa i Gargano podpisali nowe kontrakty z NXT. Ponownie połączyli siły i pokonali The Vaudevillains oraz TM-61. 1 czerwca Gargano i Ciampa zwyciężyli w walce z The Revival (Scottem Dawsonem i Dashem Wilderem) – posiadaczami NXT Tag Team Championship. 23 czerwca tag-team-partnerzy zmierzyli się ze sobą w pierwszej rundzie turnieju Cruiserweight Classic; pojedynek wygrał Johnny Gargano.
Na NXT TakeOver: Brooklyn II nie zdołali odebrać mistrzostw drużynowych Dawsonowi i Widerowi. 9 listopada Ciampa i Gargano, od teraz znani jako „#DIY” zostali pokonani przez The Authors Of Pain (Akama i Rezara w półfinale turnieju Dusty Rhodes Tag Team Classic; w walkę interweniowało The Revival. 19 listopada 2016 na NXT TakeOver: Toronto #DIY pokonało The Revival w 2-Out-Of-3 Falls matchu, zdobywając NXT Tag Team Championship po raz pierwszy.
DIY zdołali obronić NXT Tag Team Championship w walkach z Tajirim i Akirą Tozawą, a także przeciwko TM61. Na styczniowej gali NXT TakeOver: San Antonio stracili tytuły na rzecz The Authors of Pain.

## Styl walki
- Finishery drużynowe
  - Meeting in the Middle[12] (Kombinacja running knee smash (Ciampa) / Superkick (Gargano) na klęczącym przeciwniku[13])

- Finishery Gargano
  - Gargano Escape[14][15]/Garga-No-Escape[16] (Chickenwing over the shoulder crossface[14], czasem z dodaniem stepover toeholdu)[17]
  - Hurts Donut[18][14]/Uniquely You[19] (Full nelson z dodaniem reverse STO)[20][14]

- Finishery Ciampy
  - Bridging Fujiwara armbar[21][22] – NXT
  - Project Ciampa (Powerbomb przeistaczany w double knee backbreaker)[23]

- Przydomki
  - „Johnny Wrestling” (Gargano)[24]
  - „The Psycho Killer” (Ciampa)[25]
  - „The Sicilian Psychopath” (Ciampa)[26]

- Motywy muzyczne
  - „Chrome Hearts” od CFO$ (NXT)[27]

## Mistrzostwa i osiągnięcia
- Pro Wrestling Illustrated
  - PWI umieściło Gargano na 114. miejscu w top 500 wrestlerów rankingu PWI 500 w 2016[28]
  - PWI umieściło Ciampę na 105. miejscu w top 500 wrestlerów rankingu PWI 500 w 2016[28]

- WWE NXT
  - NXT Tag Team Championship (1 raz)
  - NXT Year-End Award (1 raz)
    - Walka roku (2016) - vs. The Revival (Scott Dawson i Dash Wilder) w two-out-of-three falls matchu o NXT Tag Team Championship na gali NXT TakeOver: Toronto